# Lycophotia velata
Lycophotia velata är en fjärilsart som beskrevs av Otto Staudinger 1888. Lycophotia velata ingår i släktet Lycophotia och familjen nattflyn. Inga underarter finns listade i Catalogue of Life.

## Bildgalleri

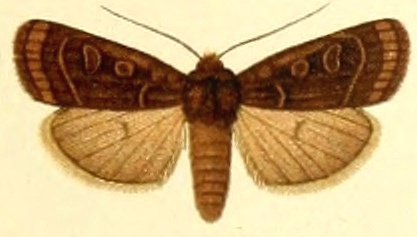